# 圓盤皇女
《圓盤皇女》是日本漫画家介錯創作的日本漫画作品。於《月刊少年GANGAN》2002年3月号至2007年9月号期間進行連載。单行本全11卷。4度改編动画。
台灣JET電視台
2004年6/30起週一至週五 PM7:00~7:30

## 劇情簡介
舞台設定在遙遠的未來，地球村進步成宇宙村，地球人與外星人合諧共處的時代。「時乃湯」原本是一家平凡的澡堂，有一天居然被天外掉下來的幽浮撞個正著！繼承澡堂的年輕男子「時野和人」，被撞得只剩下半條命。為了補償，躲避相親而出走的外星公主「瓦爾古蕾」，將自己的靈魂分出一半給和人，但是自己也因此變成了小孩的模樣，連性格也變得天真活潑不知世事。但只要跟和人親吻，便會變身成原來的模樣。和人的生活也因為突然多出了這個外星小公主，從此妙趣橫生，驚奇不斷……。

## 登場人物

### 時乃湯
時野和人（聲：鈴村健一）
本作男主角，17歲，時乃湯的老闆，被瓦爾古蕾的UFO壓死，得到瓦爾古蕾一半的靈魂後復活，從此變成不死之身。
瓦爾古蕾（聲：緒方惠美）
本作女主角之一，18歲，白色皇女，持有瓦爾哈拉神器『時之鑰』，可控制各種東西(類似魔法)，
為逃避政治聯姻來到地球，其UFO墜落到時乃湯、壓死和人。為道歉，分了一半的靈魂給和人，以致身體變回小孩。（注：ワルキューレ即北欧神话中的女武神瓦尔基里，片中亦多次使用瓦格纳的女武神的骑行做背景音乐。）
小瓦爾（聲：望月久代）
本作女主角之一，8歲，為瓦爾古蕾力量下降後的型態，不僅外表連思想都變成小孩子，通常無法使用時之鑰；與和人親吻後借用另一半靈魂，可暫時變回瓦爾古蕾。
迷你瓦爾古蕾
瓦爾古蕾的靈魂碎片化成的，持有縮小版的時之鑰。
時野里香（聲：南央美）
和人的妹妹，15歲。
真田（聲：田中理恵）
瓦爾哈拉皇家的侍女長，大約22歲，貓耳星人，跟著瓦爾古蕾到地球，狂热崇拜瓦爾古蕾。使用貓耳光線將別人貓人化並變成侍女，侍女也都崇拜瓦爾古蕾。

### 侍女部隊
- 苑田莖子(苑田茎子) 聲：桃井晴子
- 大瀨優子(大瀬優子) 聲：比佐廉
- 脇谷愛子(脇谷愛子) 聲：中原麻衣
- 安藤映子(安藤映子) 聲：加藤奈奈繪

侍女部隊登場次數最多的四位，真田以侍女A・B・C・D稱呼之。

### 七狐神社
- 七村秋菜(七村秋菜) 聲：千葉紗子

和人的青梅竹馬，17歲，自己家・七狐神社的巫女，本作的另一位女主角。
- 海朵拉(ハイドラ) 聲：西村千奈美

黑色皇女，18歲，瓦爾古蕾逃婚以致她必須替補，因而追到地球，其UFO墜落到七狐神社，力量遭秋菜封印而變成小孩子的外表，
但精神年齡並沒有變，本來擁有極強的破壞力。

### 白色三連星
原本是傭兵，有著『流星白色健海姆』『雷鳴馬爾多克』『疾風妙蓮巴哈』的稱號，三人合稱『白色三連星』。
- 『小白』白色健海姆(『シロ』シロッケンハイム) 聲：西前忠久

性好女色，現為時野家的寵物狗。
- 『馬爾』馬爾多克（『マル』マルドゥーク） 聲：桃井晴子

擅長射擊。
- 『妙』妙蓮巴哈（『ミョー』ミョーレンバッハ） 聲：加藤奈奈繪

擅長劍術 。

### 瓦爾哈拉皇家
- 萊娜(ライネ) 聲：飯塚雅弓

紅色皇女，擁有變身能力，崇拜瓦爾古蕾。和可菈斯是同學。
- 可菈斯(コーラス) 聲：桑島法子

水色皇女，機械化身體，很喜歡自爆。和萊娜是同學，喜歡捉弄萊娜。
- 梅穆(メーム) 聲：篠原惠美

紫色皇女，八大皇女之首，擁有輕易解除秋菜封印的力量。
- 法穆(ファム) 聲：門脇舞以

桃色皇女，後期到地球和人就讀的學校當老師，對眼鏡和瓦爾古蕾非常的執著。只喜歡女孩子，對男生興致缺缺。
- 娜斯提(ネスティー) 聲：淺川悠

綠色皇女，率領瓦爾哈拉艦隊維護宇宙的秩序，與白色三連星是戰友。
- 伊娜爾娃(イナルバ) 聲：井上喜久子

黃色皇女，擁有空間操控能力，瓦爾哈拉法典的守護者，得意技『懲罰時空』(漫畫版為『制裁的右手』)，
被送進去者會看到自己心中的地獄。
漫畫中有萊娜＆可菈斯喜歡和人的設定，動畫版則是可菈斯沒喜歡和人。

## 出版書籍
| 卷數 | SQUARE ENIX    | SQUARE ENIX            | 東立出版社     | 東立出版社             |
| 卷數 | 發售日期       | ISBN                   | 發售日期       | ISBN                   |
| ---- | -------------- | ---------------------- | -------------- | ---------------------- |
| 1    | 2002年6月22日  | ISBN 4-7575-0722-4     | 2004年9月15日  | ISBN 986-11-5330-6     |
| 2    | 2003年2月22日  | ISBN 4-7575-0877-8     | 2004年10月15日 | ISBN 986-11-5331-4     |
| 3    | 2003年9月22日  | ISBN 4-7575-1035-7     | 2004年10月27日 | ISBN 986-11-5332-2     |
| 4    | 2003年12月22日 | ISBN 4-7575-1112-4     | 2004年12月6日  | ISBN 986-11-5712-3     |
| 5    | 2004年9月21日  | ISBN 4-7575-1276-7     | 2004年12月30日 | ISBN 986-11-5887-1     |
| 6    | 2005年4月22日  | ISBN 4-7575-1412-3     | 2005年7月7日   | ISBN 986-11-5888-X     |
| 7    | 2005年9月22日  | ISBN 4-7575-1544-8     | 2005年11月22日 | ISBN 986-11-7799-X     |
| 8    | 2006年3月22日  | ISBN 4-7575-1639-8     | 2006年5月25日  | ISBN 986-11-8365-5     |
| 9    | 2006年9月22日  | ISBN 4-7575-1775-0     | 2006年11月17日 | ISBN 986-11-9096-1     |
| 10   | 2007年3月22日  | ISBN 978-4-7575-1966-4 | 2007年6月20日  | ISBN 978-986-11-9799-9 |
| 11   | 2007年10月22日 | ISBN 978-4-7575-2130-8 | 2008年1月28日  | ISBN 978-986-10-0891-2 |

## 动画

### 系列主要製作人員
- 原作 - 介錯
- 原作協力、動畫製作 - TNK
- 監督 - 上田茂（第1季）、柳澤哲也（SPECIAL）、高本宣弘（第2季開始）
- 系列構成 - 月村了衛
- 人物設計 - 藤井まき
- 動畫監製 - 柳澤哲也
- 機械設計 - 村田護郎（第1期）、秋山英一（SPECIAL）、宮豊（第2季開始）
- UFO設計 - 村田護郎（第2季開始）
- 色彩設計 - 小林美代子（第1期）、植木義則（SPECIAL開始）
- 美術監督 - 鈴木恵美
- 撮影監督 - 久保博志（第1期）、沖田英一（SPECIAL）、天花寺伸宏（第2期）、沢直人（第3季開始）
- 編輯 - 大竹弥生（第1期）、櫻井崇（SPECIAL開始）
- 音樂 - 川井憲次
- 音響監督 - 龜山俊樹
- 製作
  - 時乃湯（東芝DIGITAL FRONTIERS、東芝、Media Factory、KLOCKWORX、日本古倫美亞、TNK）（第1季）
  - 時乃湯別館（東芝DIGITAL FRONTIERS、東芝、Media Factory、KLOCKWORX、日本古倫美亞、TNK）（SPECIAL）
  - 時乃湯新館（東芝娛樂、Media Factory、KLOCKWORX、葵Promotion、TNK）（第2季、第3季）
  - 時乃湯ANNEX（東芝娛樂、Media Factory、KLOCKWORX、葵Promotion、TNK）（第4季）

### 圓盤皇女
2002年7月至9月期間播出，全12集。

#### 主題曲
片頭曲
作詞、作曲：岡崎律子 / 編曲：西脇辰弥 / 主唱：メロキュア
片尾曲
作詞、作曲：日向めぐみ / 編曲：水島康貴 / 主唱：望月久代、田中理惠、西村千奈美、千葉紗子
插入曲（第1、2、11、12話）
作詞、作曲：岡崎律子 / 編曲：西脇辰弥 / 主唱：メロキュア

#### 各話列表
| 話數 | 日文標題 | 中文標題 | 劇本     | 分鏡         | 演出         | 作畫監督       |
| ---- | -------- | -------- | -------- | ------------ | ------------ | -------------- |
| 1    |          |          | 月村了衛 | 上田茂       | 上田茂       | 柳澤哲也       |
| 2    |          |          | 月村了衛 | わだへいさく | わだへいさく | しまだひであき |
| 3    |          |          | 月村了衛 | わだへいさく | 上田茂       | 大島美和       |
| 4    |          |          | 榎戸洋司 | 高本宣弘     | 林有紀       | 佐々木敏子     |
| 5    |          |          | 月村了衛 | 阿部雅司     | 阿部雅司     | しまだひであき |
| 6    |          |          | 月村了衛 | 古川政美     | 古川政美     | 竹内進二       |
| 7    |          |          | 月村了衛 | 菊池一仁     | 中川聡       | 藤井まき       |
| 8    |          |          | 月村了衛 | 高本宣弘     | 山崎茂       | 塩川貴史       |
| 9    |          |          | 月村了衛 | 冨永恒雄     | 林有紀       | 佐々木敏子     |
| 10   |          |          | 月村了衛 | 菊池一仁     | 高山功       | 佐藤陵         |
| 11   |          |          | 月村了衛 | 古川政美     | 政木伸一     | 藤田正幸       |
| 12   |          |          | 月村了衛 | 上田茂       | 上田茂       | 藤井まき       |

#### 播放電視台
| 播放地區 | 播放電視台   | 聯播網 | 播放日期             | 播放時間             |
| -------- | ------------ | ------ | -------------------- | -------------------- |
| 日本全域 | Kids Station | CS放送 | 2002年7月4日 - 9月   | 星期四 23:30 - 24:00 |
| 神奈川縣 | 神奈川電視台 | UHF系  | 2002年7月13日 - 10月 | 星期六 24:45 - 25:15 |
| 千葉縣   | 千葉電視台   | UHF系  | 2002年7月14日 - 10月 | 星期日 23:30 - 24:00 |
| 埼玉縣   | 埼玉電視台   | UHF系  | 2002年7月14日 - 10月 | 星期日 24:20 - 24:50 |
| 兵庫縣   | SUN電視台    | UHF系  | 2002年7月15日 - 10月 | 星期一 25:10 - 25:40 |
| 日本全域 | Channel NECO | CS放送 | 2003年11月 -         |                      |

### 圓盤皇女 SPECIAL
2003年8月23日DVD發售，作為電視未播放集數收錄。

#### 主題曲（SPECIAL）
片頭曲
主唱：緒方惠美&望月久代
片尾曲
塡詞：森永たまち / 作曲、編曲：宮原恵太 / 主唱：望月久代
插入曲
作詞、作曲：岡崎律子 / 編曲：西脇辰弥 / 主唱：メロキュア

#### 各話列表
| 話數 | 日文標題 | 中文標題 | 劇本     | 分鏡     | 演出     | 作畫監督 |
| ---- | -------- | -------- | -------- | -------- | -------- | -------- |
| 1    |          |          | 月村了衛 | 柳澤哲也 | 新田義方 | 藤井まき |

### 圓盤皇女 十二月的小夜曲
2003年10月至12月期間播出，全12集。

#### 主題曲
片頭曲
作詞、作曲：岡崎律子 / 編曲：西脇辰弥 / 主唱：メロキュア
片尾曲
（第1～11話）
作詞、作曲：日向めぐみ / 編曲：Blues T / 主唱：望月久代、田中理惠、西村千奈美、千葉紗子
〈ALL IN ALL〉（第12話）
作詞、作曲：岡崎律子 / 編曲：西脇辰弥 / 主唱：メロキュア
插入曲
〈Shining〉（第7話）
塡詞：土屋璃音 / 作曲：松田信男 / 主唱：ライネ　
（第7話）
塡詞：土屋璃音 / 作曲：松田信男 / 主唱：白い三角定規、
〈PASSION〉（第7話）
塡詞：土屋璃音 / 作曲：草野よしひろ / 主唱：秋菜
（第7話）
塡詞：土屋璃音 / 作曲：松田信男 / 主唱：コーラス
（第7話）
塡詞：小林和子 / 作曲：上松範康 / 編曲：島田充 / 主唱：Walkiere
（第7話、第12話）
塡詞：月村了衛 / 作曲、編曲：川井憲次 / 主唱：瓦爾古蕾&Walkure Ghost

#### 各話列表
| 話數 | 日文標題 | 中文標題 | 劇本     | 分鏡         | 演出       | 作畫監督                   |
| ---- | -------- | -------- | -------- | ------------ | ---------- | -------------------------- |
| 1    |          |          | 月村了衛 | 高本宣弘     | 高本宣弘   | 川口理恵                   |
| 2    |          |          | 月村了衛 | 柳澤哲也     | 小林浩輔   | 中島美子                   |
| 3    |          |          | 月村了衛 | 岩崎太郎     | 岩崎太郎   | 堤弘子                     |
| 4    |          |          | 月村了衛 | 五月女浩一朗 | 花井信也   | 田中正弥                   |
| 5    |          |          | 月村了衛 | 川崎逸朗     | 下司泰弘   | 柳澤哲也                   |
| 6    |          |          | 月村了衛 | 玉井公子     | 夕澄慶英   | 石橋有希子                 |
| 7    |          |          | 月村了衛 | 南康宏       | 小林浩輔   | 関口雅浩 竹内昭 木下由美子 |
| 8    |          |          | 月村了衛 | 岩崎太郎     | 岩崎太郎   | 堤弘子                     |
| 9    |          |          | 月村了衛 | 誌村宏明     | 花井信也   | 塩川貴史                   |
| 10   |          |          | 月村了衛 | 青木新一郎   | 青木新一郎 | 添田直子                   |
| 11   |          |          | 月村了衛 | 玉井公子     | 夕澄慶英   | 石橋有希子                 |
| 12   |          |          | 月村了衛 | 高本宣弘     | 高本宣弘   | 倉嶋丈康                   |

#### 播放電視台
| 播放地區   | 播放電視台   | 聯播網 | 播放日期          |
| ---------- | ------------ | ------ | ----------------- |
| 中京廣域圈 | 中部日本放送 | JNN系  | 2003年10月 - 12月 |
| 神奈川縣   | 神奈川電視台 | UHF系  | 2003年10月 - 12月 |
| 千葉縣     | 千葉電視台   | UHF系  | 2003年10月 - 12月 |
| 埼玉縣     | 埼玉電視台   | UHF系  | 2003年10月 - 12月 |
| 兵庫縣     | SUN電視台    | UHF系  | 2003年10月 - 12月 |
| 日本全域   | Channel NECO | CS放送 |                   |

### 圓盤皇女 DELUXE
以第2季事件為中心再編輯成約90分的總集篇DVD。2004年12月22日發售。

#### 收錄內容
- 第2期總集篇（約90分、DVD）
- 廣播劇CD（約30分、CD）

### 圓盤皇女 星靈節的新娘
全6話。

#### 主題曲
片頭曲
作詞・作曲：日向めぐみ / 編曲：亀山耕一郎 / 主唱：日向めぐみ
片尾曲
（第1～5話）
作詞・作曲・編曲：Joe Rinoie / 主唱：井上喜久子、門脇舞、浅川悠
（第6話）
主唱：瓦爾古蕾（緒方惠美）
插入曲〈Agape〉（第3、5話）
作詞・作曲：岡崎律子 / 編曲：西脇辰弥 / 歌：メロキュア

#### 各話列表
| 話數 | 日文標題 | 中文標題 | 劇本     | 分鏡     | 演出     | 作畫監督   |
| ---- | -------- | -------- | -------- | -------- | -------- | ---------- |
| 1    |          |          | 月村了衛 | 高本宣弘 | 高本宣弘 | 石橋有希子 |
| 2    |          |          | 月村了衛 | 高本宣弘 | 新田義方 | 川口理恵   |
| 3    |          |          | 月村了衛 | 北華裕行 | 奥村吉昭 | 内原茂     |
| 4    |          |          | 月村了衛 | 高本宣弘 | 青木英   | 桜井正明   |
| 5    |          |          | 月村了衛 | 高本宣弘 | 田中基樹 | 石橋有希子 |
| 6    |          |          | 月村了衛 | 高本宣弘 | 高本宣弘 | 藤井まき   |

### 圓盤皇女 時空與夢想的銀河之宴
全2話。

#### 主題曲
片頭曲〈One Kiss〉
塡詞：田形美喜子 / 作曲、編曲：吉川慶 / 主唱：佐々木ゆう子
片尾曲〈それから〉
塡詞：三重野瞳 / 作曲：川上次郎 / 編曲：野中則夫 / 主唱：時野和人（鈴村健一）

#### 各話列表
| 話數 | 日文標題 | 中文標題 | 劇本     | 分鏡     | 演出     | 作畫監督   |
| ---- | -------- | -------- | -------- | -------- | -------- | ---------- |
| 1    |          |          | 月村了衛 | 高本宣弘 | 高本宣弘 | 石橋有希子 |
| 2    |          |          | 月村了衛 | 柳澤哲也 | 柳澤哲也 | 石橋有希子 |

## 外部連結
- 動畫官方網站 （页面存档备份，存于）（日語）
- 漫畫作者官方網站 （页面存档备份，存于）（日語）